# Carrol·lita
La carrol·lita és un mineral de la classe dels sulfurs que pertany al grup de la linnaeïta. Va ser descoberta a la mina Patapsco al Comtat de Carroll (Maryland, Estats Units) del qual n'agafa el nom.

## Característiques
La carrol·lita és un sulfur de coure i cobalt de fórmula química CuCo₂S₄. Cristal·litza en el sistema isomètric. Els seus cristalls són octaèdrics i fan fins a 10 cm. Normalment cristal·litza de forma massiva i granular que pot ser disseminada o compacta. La seva duresa a l'escala de Mohs es troba entre 4,5 i 5,5.
Segons la classificació de Nickel-Strunz, la carrol·lita pertany a «02.D - Sulfurs metàl·lics, amb proporció M:S = 3:4» juntament amb els següents minerals: bornhardtita, cuproiridsita, cuprorhodsita, daubreelita, fletcherita, florensovita, greigita, indita, kalininita, linneïta, malanita, polidimita, siegenita, trüstedtita, tyrrel·lita, violarita, xingzhongita, ferrorhodsita, cadmoindita, cuprokalininita, rodostannita, toyohaïta, brezinaïta, heideïta, inaglyita, konderita i kingstonita.

## Formació i jaciments
La carrol·lita es forma en dipòsits de filons hidrotermals. Ha estat trobada a Alemanya, Austràlia, Àustria, l'Azerbaidjan, el Brasil, Bulgària, el Canadà, Eslovàquia, Espanya, els Estats Units, Finlàndia, França, Itàlia, el Japó, el Marroc, Namíbia, la República Democràtica del Congo, Noruega, Oman, Polònia, la República Txeca, Romania, Rússia, Suècia, Suïssa, Turquia, Ucraïna, Xile, la Xina i Zàmbia.
Sol trobar-se associada amb altres minerals com: tetraedrita, linneïta, siegenita, polidimita, calcopirita, bornita, digenita, djurleita, pirrotita, pirita, esfalerita, mil·lerita, gersdorffita, ullmannita i calcita cobàltica.